# Campeonato Europeo de Lucha de 1969
El XXII Campeonato Europeo de Lucha se celebró en el año 1969 en dos sedes distintas. Las competiciones de lucha grecorromana en Modena (Italia) y las de lucha libre en Sofía (Bulgaria).

## Resultados

### Lucha grecorromana
| Evento  | Oro                          | Plata                      | Bronce                     |
| ------- | ---------------------------- | -------------------------- | -------------------------- |
| 48 kg   | Rolf Lacour RFA              | Lorenzo Calafiore · Italia | Muzaffer Can Turquía       |
| 52 kg   | Boško Marinko Yugoslavia     | Sefik Namlı Turquía        | Fritz Huber RFA            |
| 57 kg   | Risto Björlin · Finlandia    | Karlo Čović Yugoslavia     | Giuseppe Bognanni · Italia |
| 62 kg   | Metin Alakoç Turquía         | Werner Hettich RFA         | Michele Toma · Italia      |
| 68 kg   | Sreten Damjanović Yugoslavia | Vahap Pehlivan Turquía     | Matti Poikala · Suecia     |
| 74 kg   | Eero Tapio · Finlandia       | Momir Kecman Yugoslavia    | Jan Karlsson · Suecia      |
| 82 kg   | Milan Nenadić Yugoslavia     | Jan Kårström · Suecia      | Martti Laakso · Finlandia  |
| 90 kg   | Josip Čorak Yugoslavia       | Tore Hem · Noruega         | Roland Andersson · Suecia  |
| 100 kg  | Per Svensson · Suecia        | Aimo Mäenpää · Finlandia   | Alfons Hecher RFA          |
| +100 kg | Ömer Topuz Turquía           | Arne Robertsson · Suecia   | Giuseppe Marcucci · Italia |

### Lucha libre
| Evento  | Oro                      | Plata                   | Bronce                     |
| ------- | ------------------------ | ----------------------- | -------------------------- |
| 48 kg   | Roman Dmitriyev URSS     | Ognian Nikolov Bulgaria | Sefer Baygın Turquía       |
| 52 kg   | Bayu Baev Bulgaria       | Aminula Nasrulayev URSS | Petre Ciarnău Rumania      |
| 57 kg   | Yancho Patrikov Bulgaria | Pavel Malian URSS       | Mehmet Esenceli Turquía    |
| 62 kg   | Eniu Todorov Bulgaria    | Petre Coman Rumania     | Zagalav Abdulbekov URSS    |
| 68 kg   | Eniu Valchev Bulgaria    | Nodar Jojashvili URSS   | Josef Engel Checoslovaquia |
| 74 kg   | Yuri Gusov URSS          | Wolfgang Nitschke RDA   | Adolf Seger RFA            |
| 82 kg   | Yuri Shajmuradov URSS    | Károly Bajkó · Hungría  | Ivan Iliev Bulgaria        |
| 90 kg   | Guennadi Strajov URSS    | Attila Balogh Rumania   | Roland Andersson · Suecia  |
| 100 kg  | Vladimir Guliutkin URSS  | Vasil Todorov Bulgaria  | Peter Germer RDA           |
| +100 kg | Shota Lomidze URSS       | Osman Duraliev Bulgaria | Ömer Topuz Turquía         |

## Medallero
| Núm. | País           | Oro | Plata | Bronce | Total |
| ---- | -------------- | --- | ----- | ------ | ----- |
| 1    | URSS           | 6   | 3     | 1      | 10    |
| 2    | Bulgaria       | 4   | 3     | 1      | 8     |
| 3    | Yugoslavia     | 4   | 2     | 0      | 6     |
| 4    | Turquía        | 2   | 2     | 4      | 8     |
| 5    | Finlandia      | 2   | 1     | 1      | 4     |
| 6    | Suecia         | 1   | 2     | 4      | 7     |
| 7    | RFA            | 1   | 1     | 3      | 5     |
| 8    | Rumania        | 0   | 2     | 1      | 3     |
| 9    | Italia         | 0   | 1     | 3      | 4     |
| 10   | RDA            | 0   | 1     | 1      | 2     |
| 11   | Hungría        | 0   | 1     | 0      | 1     |
| 11   | Noruega        | 0   | 1     | 0      | 1     |
| 13   | Checoslovaquia | 0   | 0     | 1      | 1     |
|      | TOTAL          | 20  | 20    | 20     | 60    |